# Jiří Zídek
Jiří Zídek (* 2. srpna 1973 Zlín) je bývalý český profesionální basketbalista. Spolu s Jiřím Welschem, Janem Veselým, Tomášem Satoranským a Vítem Krejčím jsou jediní z českých hráčů, kteří se prosadili v prestižní severoamerické NBA.

## Kariéra
Jeho otcem byl basketbalista Jiří Zídek (1944–2022). Jiří jr. hrál od svých 10 let za družstva mládeže Sparty Praha a v sezónách 1989/1990 a 1990/1991 byl hráčem ligového družstva Sparta Praha, které skončilo v československé 1. lize na 2. místě a bylo vicemistrem Československa. V listopadu 1990 byl se Spartou na basketbalovém turné v USA. Poté v roce 1991 odešel na studia a hrát basketbal do USA.
V roce 1995 získal titul mistra v americké univerzitní soutěži NCAA jako člen týmu University of California (UCLA); toto vítězství označuje za největší moment své kariéry.  Následně byl draftován týmem Charlotte Hornets. V NBA strávil celkem tři sezóny v letech 1995–1998, kromě Hornets hrál také za Denver Nuggets a Seattle SuperSonics. Nastupoval sice pravidelně k zápasům, ale obvykle pouze jako náhradník na několik minut. V NBA celkem odehrál 135 zápasů, zaznamenal 453 bodů a jeho celkový průměr činí 3,4 bodu na zápas.
V roce 1998 se vrátil do Evropy a hned na konci první sezóny s litevským týmem Žalgiris Kaunas získal titul vítěze Euroligy. V roce 2003 s polským týmem Prokom Trefl Sopoty skončil v Eurolize na 2. místě, když ve finále tým prohrál s řeckým Aris Soluň 83:84.
Po několika přestupech a poměrně úspěšném účinkování v evropských soutěžích zakončil svou kariéru ziskem dvou českých ligových titulů s týmem ČEZ Basketball Nymburk v letech 2004 a 2005. Následně u týmu působil jako sportovní manažer a tiskový mluvčí.
Od roku 2009 je místopředsedou České basketbalové federace. V roce 2013 se stal oficiálním zástupcem VTB ligy (vrcholné basketbalové soutěže klubů převážně z Ruska a dalších postsovětských zemí) pro styk s Euroligou. Na amatérské úrovni byl hráčem Radotínského SK v 1. třídě, ale ze zdravotních důvodů musel tuto aktivitu ukončit. Působí jako spolukomentátor při TV přenosech Euroligy.